# شويا (المتن)
شويا هي إحدى القرى اللبنانية من قرى قضاء المتن في محافظة جبل لبنان.